# Ellipteroides omissus
Ellipteroides omissus là một loài ruồi trong họ Limoniidae. Chúng phân bố ở miền Cổ bắc.